# 정윤기 (야구인)
정윤기(鄭倫基, 1991년 6월 25일 ~ )는 KBO 리그 넥센 히어로즈의 포수이다.

## 출신학교
- 희성초등학교
- 평촌중학교
- 제물포고등학교
- 경성대학교